# ペータースベルク・タスク

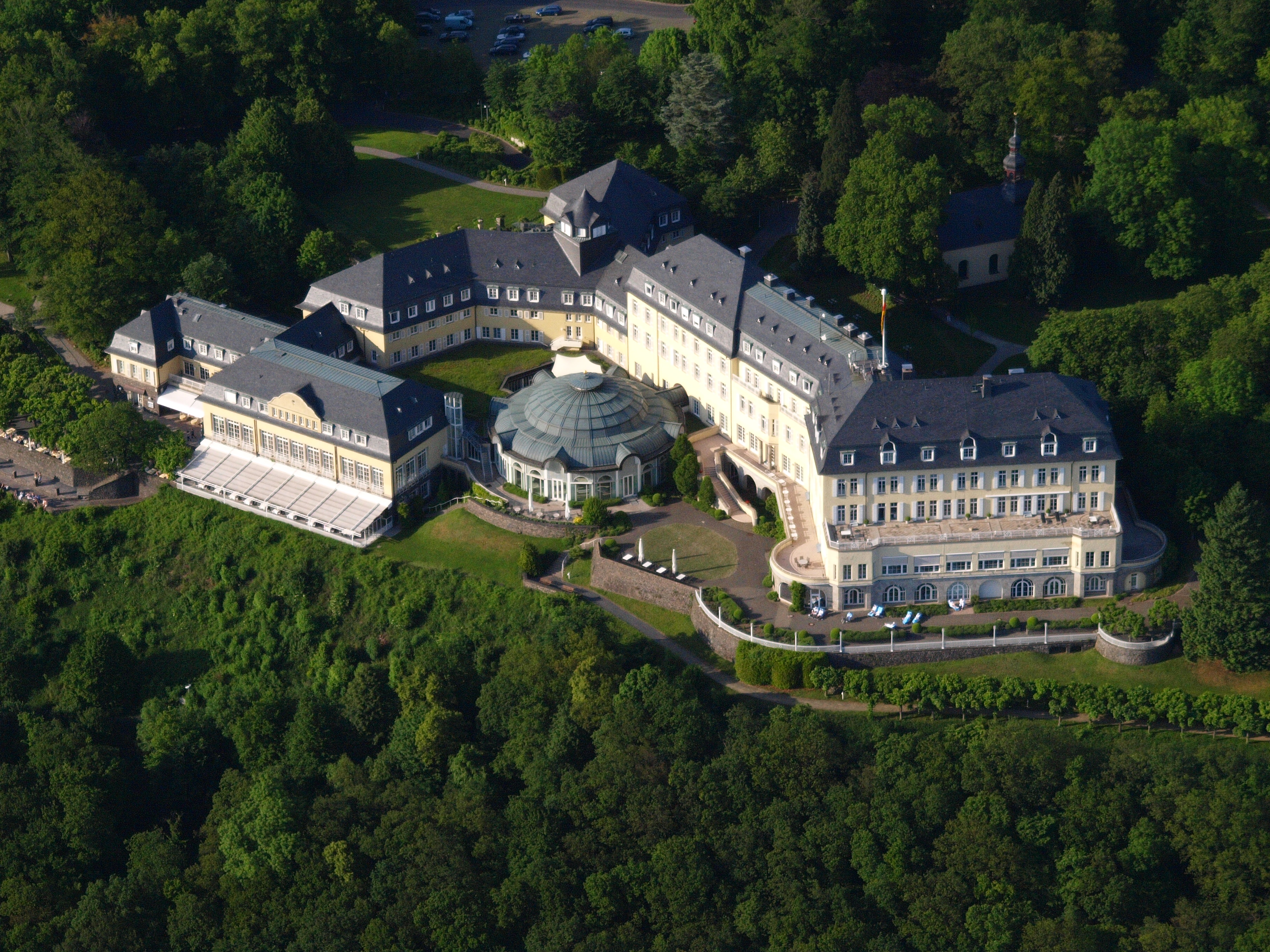
Hotel Petersberg.

ペータースベルク・タスク (英語：Petersberg tasks) とは、欧州連合の共通安全保障防衛政策における軍事と安全保障に関する行動指針。日本語訳には他にペータースベルク任務がある。
ペータースベルク・タスクは欧州連合や西欧同盟が担う人道支援活動、平和維持活動、平和創造活動における軍の使命をまとめたものである。1992年6月にドイツ・ボン近郊のホテル・ペータースベルクで開かれた西欧同盟の理事会の会合で決定され、加盟国はそれぞれ自国の部隊や軍事力を西欧同盟の権限のもとに置くことで合意した。西欧同盟が部分的に欧州連合と一体化していることから、ペータースベルク・タスクは共通安全保障政策の一部を構成し、また欧州連合の共通外交・安全保障政策を強化する中核となっている。
1997年、アムステルダムにおける欧州理事会の会合でペータースベルク・タスクは欧州連合条約に取り込まれた。西欧同盟と欧州連合の両者はペータースベルク・タスクを実行する権限を有しているが、1999年に西欧同盟のほとんどの機能が欧州連合に移管され、西欧同盟の存在はほとんど名称だけとなり、さらに欧州防衛機関の創設で西欧同盟は形骸化している。
ペータースベルク・タスクにおける軍事行動はリスボン条約の下で範囲が拡大し（拡大ペータースブルク任務）、共同武装解除作戦、人道・救難任務、軍事的助言・支援任務、紛争予防・平和維持任務、平和回復および紛争後の安定化を含む危機管理を行なう戦闘任務部隊が含まれている。
条約上、欧州連合が関与する活動の範囲はペータースベルク・タスクを「包含」しているのであって、ペータースベルク・タスクによって制約されているのではない。実際に地域の防衛を担うのは北大西洋条約機構であり、多くのヨーロッパの国は北大西洋条約機構に加盟しているため、ペータースベルク・タスクには北大西洋条約機構との競合を回避する規定がある。